# Arthurs Lake
Der Arthurs Lake ist ein See im Zentrum des australischen Bundesstaates Tasmanien.
Er liegt am Südrand der Great Western Tiers, einem Gebirge im zentralen Hochland Tasmaniens. Der Tumbledown Creek tritt an seinem Nordufer ein und bildet in ihm, zusammen mit verschiedenen Bächen und Rinnsalen, den Upper Lake River, der den See in Richtung Süden verlässt.